# Retsforbundets Ungdom
Retsforbundets Ungdom (RFU) er en dansk politisk ungdomsorganisation med tilknytning til det retsliberale parti Retsforbundet. 
Organisationen blev dannet af unge georgister 30. april 1924 med Edgar Høier som formand og mottoet »For ret og kultur«. Det senere medlem af Europaparlamentet Ib Christensen var formand for RFU fra 1962-65. Fra 2011 er formanden CBS-studerende Jesper Raundall Christensen.

## Ekstern henvisning
- Retsforbundets Ungdoms hjemmeside Arkiveret 22. juni 2013 hos  Wayback Machine